# Державний центр збереження документів Національного архівного фонду
Державний центр збереження документів Національного архівного фонду (ДЦЗД НАФ) — центральна державна архівна установа, що є методичним центром із фізичного збереження Національного архівного фонду України.

## Адреса
03110 м.Київ вул. Солом'янська, 24

## Історія
Державний центр збереження документів Національного архівного фонду заснований у січні 1958 р., наказом № 3 Міністра внутрішніх справ УРСР, коли була створена Центральна реставраційна майстерня Архівного управління УРСР (ЦРМ) на базі відділу реставрації і мікрофотокопіювання Центрального державного архіву кінофотофонодокументів УРСР. У серпні 1979 р. наказом Головного архівного управління при Раді Міністрів УРСР від 30 серпня 1979 р. ЦРМ було перетворено у Центральну лабораторію мікрофотокопіювання і реставрації документів ЦДА України (ЦЛМРД ЦДА). З 17 квітня 2002 року центр отримав сучасну назву «Державний центр збереження документів Національного архівного фонду» (ДЦЗД НАФ).

## Керівники ДЦЗД НАФ
- Венгель Геннадій Олександрович
- Мельниченко Маргарита Володимирівна
- Фенюк Марина Петрівна